# Xysticus cor
Xysticus cor es una especie de araña cangrejo del género Xysticus, orden Araneae. Fue descrita científicamente por Canestrini en 1873.

## Distribución geográfica
Se distribuye por Azores, sur de Europa, Turquía e Irán.